# Estádio Municipal de Braga
Estádio Municipal de Braga je portugalský stadion ve městě Braga. Stadion byl postaven před Mistrovstvím Evropy ve fotbale v roce 2004. Je vklíněn do svahu Monte Castra s výhledem na kaňon řeky Cávado. Má dvě tribuny jelikož zbývající dvě strany uzavírají skály. Svým vzhledem a umístěním je považován za výjimečný stadion. Na stadioně se odehrály 2 zápasy základní skupiny Eura 2004.